# Joseph August Schoefft
August Schoefft, Josef August Schoefft, (n. 1809 , în Pesta -- d. 1888 în Londra ) a fost un pictor de origine  maghiaro - austriacă.

## Biografie
Joseph August Schoefft a fost fiul pictorului Joseph Karl Schoefft (n. 1775, Pesta -- d. 1851, Pesta) care ia dat primele lecții de desen. Dupa ce a absolvit în anul 1828 Academia de Artă din Viena (ca Josef Schoefft) și Academia de Arte Frumoase din München, el a revenit în anul 1835 în orașul său natal, dar deja în anul următor a călătorit la București, Odesa și Constantinopol, unde a lucrat ca pictor de portrete. De acolo a început un tur de călătorii care l-a dus până în Persia. În cele din urmă, el a ajuns în India unde a lucrat timp de mai mulți ani pentru case domnești. Printre altele, el a făcut mai multe portrete ale curții Maharajahului Lahore.
Joseph August Schoefft a trăit în Roma între anii 1844 - 1846, la Veneția în 1845 și Viena în 1855, unde a expus lucrările sale la Asociația de Artă austrică, a urmat Budapesta și în cele din urmă s-a stabilit la Londra, unde a expus lucrările și colecțiile sale.
În perioada 1864 și 1866 a trăit în America de Nord și Mexic. Schoefft a sfârșit în sărăcie fiind bolnav psihic. 

## Lucrări de (selecție)
Toate lucrările sale dau impresiea că el a călătorit și a cunoscut multe țări și pe locuitorii lor. O serie din lucrările sale sunt în Galeria Națională Ungară.
- Sappho , femeie portret (ambele ulei, Galeria Națională Maghiară, Budapesta)
- Vedere de Kolkata
- O cafenea în Belgrad
- Harem persan
- împărat Mughal din Delhi
- Un Fakir în Agra
- Pannonia
- Traversarea Tigrului
- Curtea Lahore
- Noapte în Veneția cu Palazzo Grassi

## Galerie imagini

Compoziții romantice
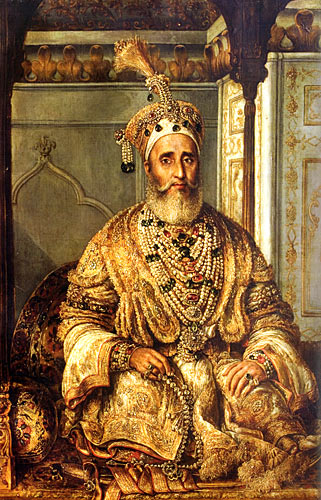
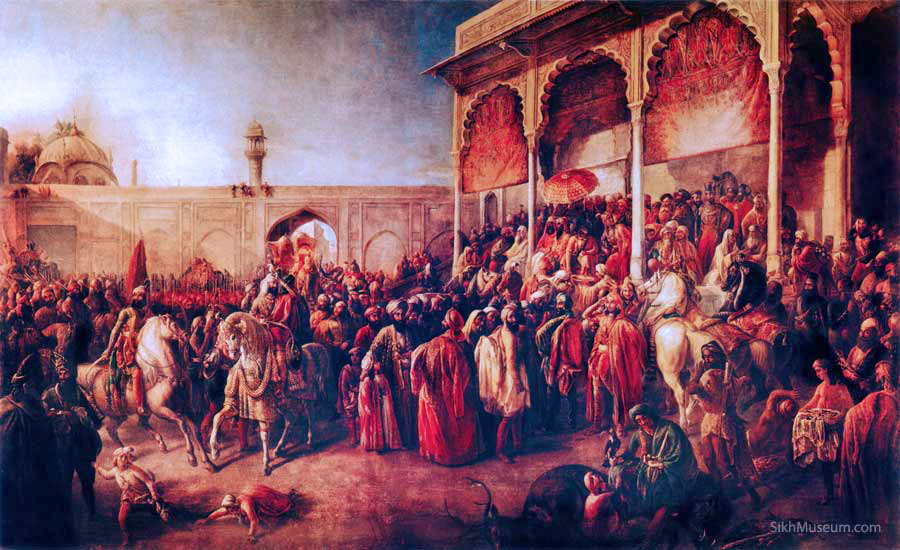
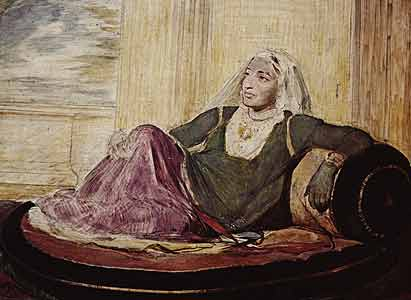
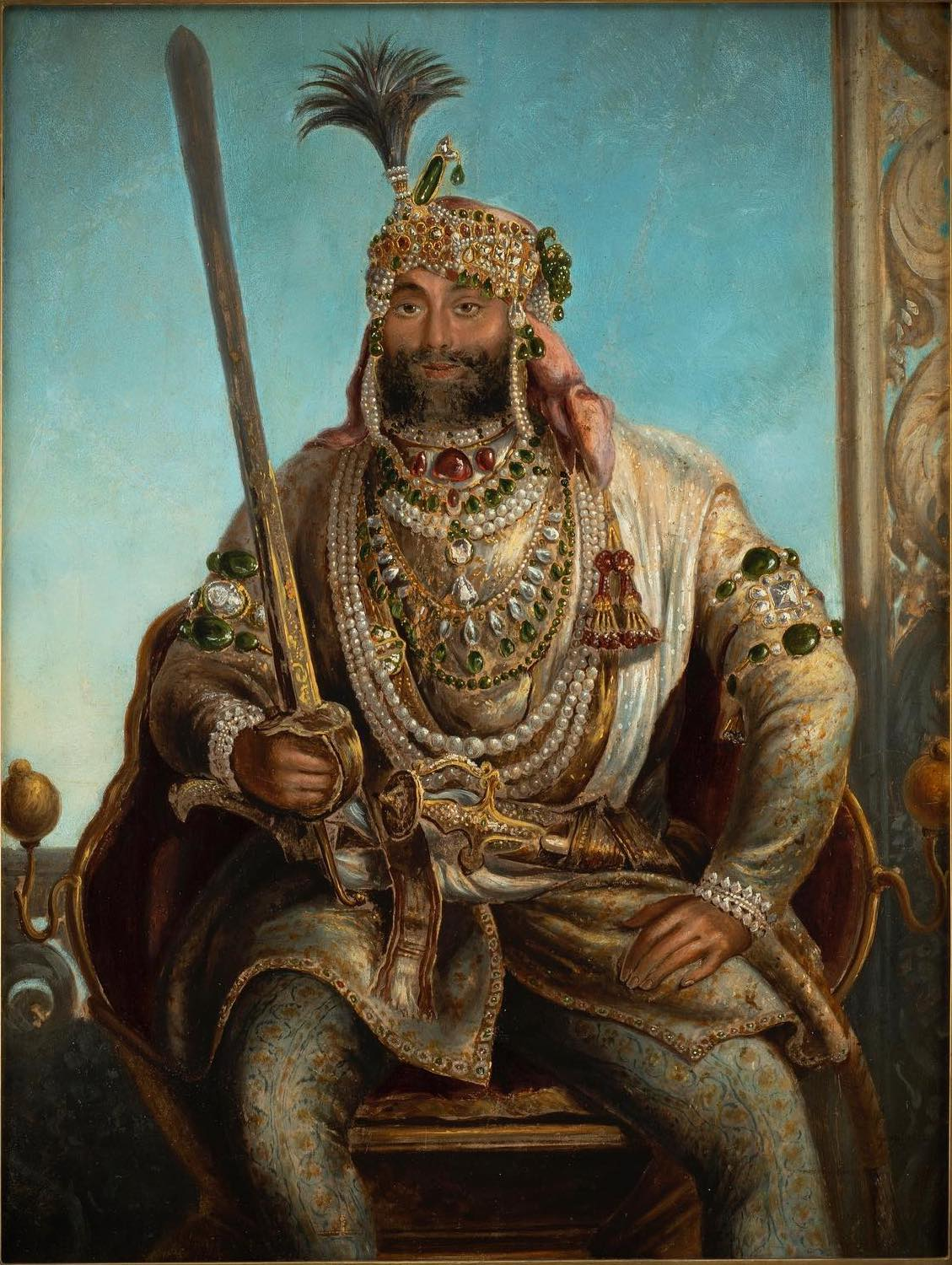
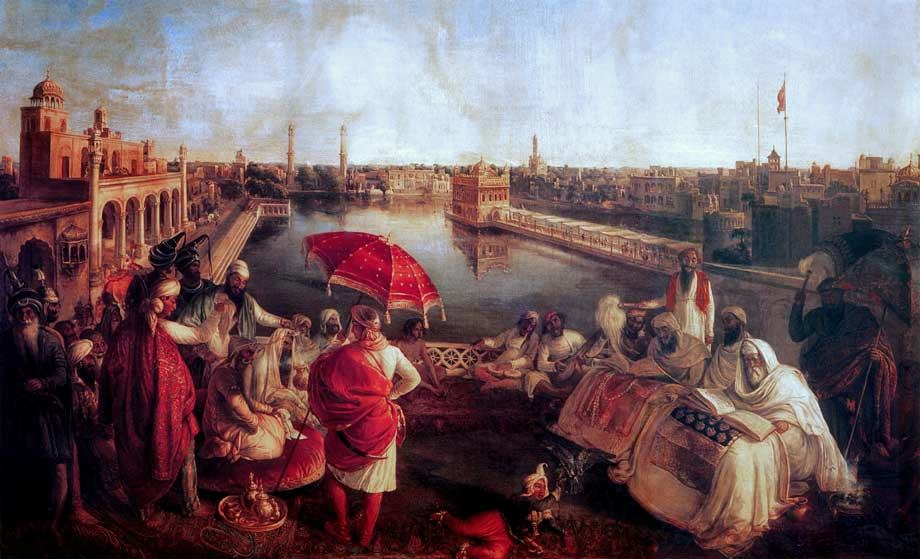

Portrete în Stil Biedermeier
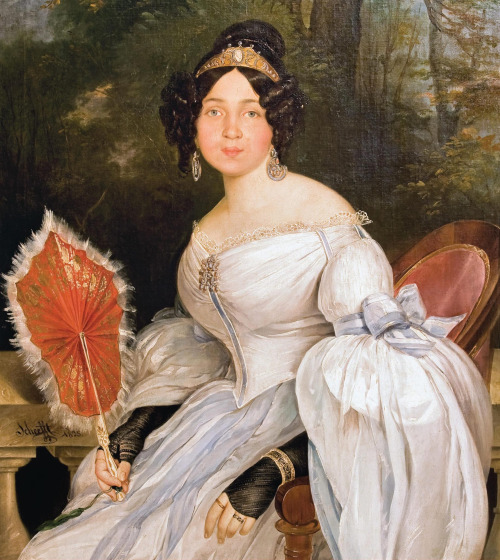
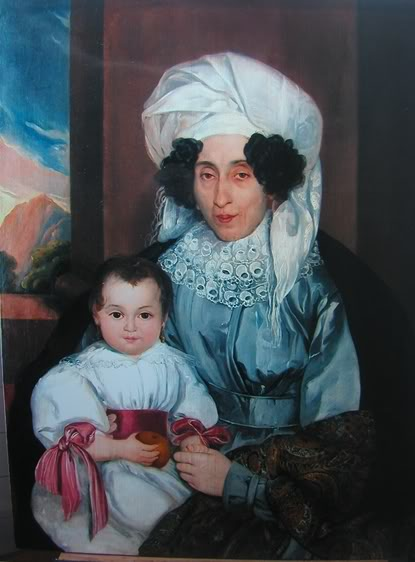
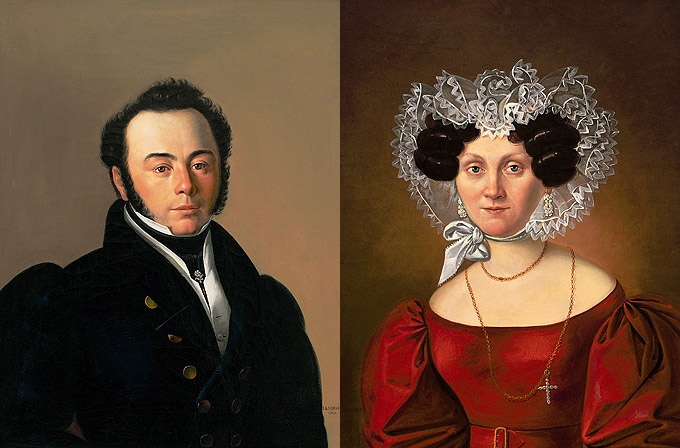
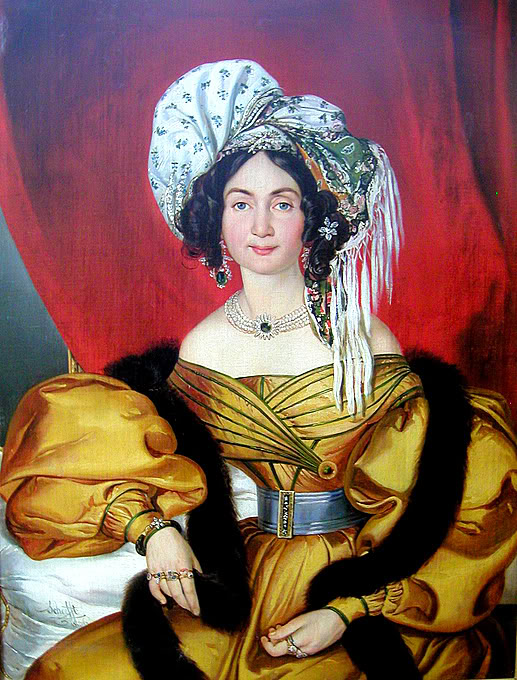